# Country Music Association
Die Country Music Association ist eine Vereinigung, deren Hauptaufgabe die kommerzielle Förderung der Country-Musik ist. Sie wurde 1958 von Geschäftsleuten auf einem in Nashville stattfindenden Treffen einer Diskjockey-Vereinigung gegründet. Mitglied werden kann jeder, der professionell in der Country-Szene engagiert ist. 

## Geschichte
Bei ihrer Gründung hatte die CMA 223 Mitglieder; 2010 gehören ihr mehr als 6000 Personen und Organisationen aus über vierzig Ländern an. Erster Vorsitzender war Wesley Rose, erster Präsident Connie B. Gay. In späteren Jahren übernahmen einige Male bekannte Stars wie Tex Ritter oder Gene Autry das Amt des Präsidenten.
Wichtigste Promotionmaßnahmen waren 1961 die Etablierung der Country Music Hall of Fame und seit 1967 die alljährliche Verleihung der CMA Awards. Die jeweils im Spätherbst stattfindende Zeremonie wird landesweit vom Fernsehen übertragen und erreicht außerordentlich hohe Einschaltquoten. 
Weiterhin veranstaltet die CMA jedes Jahr im Juni in Nashville das mehrere Tage dauernde CMA Music Festival (ehemals Fan Fair), bei der mehr als 150.000 Anhänger der Country-Musik mit ihren Stars zusammentreffen.